# Hainaut
|  | Aquest article tracta sobre la província de Bèlgica. Vegeu-ne altres significats a «Comtat d'Hainaut». |

Hainaut (neerlandès Henegouwen, alemany Hennegau, picard Hénau, való Hinnot) és una província de Bèlgica dins de la regió de Valònia. Limita al nord amb les províncies flamenques de Flandes Occidental, Flandes Oriental i Brabant Flamenc; a l'oest i al sud amb els departaments francesos de Nord i Ardennes; i a l'est amb les províncies valones de Brabant Való i Namur. La capital és Mons (neerlandès, Bergen). La regió té una superfície de 3.813 km² i hi viuen 1.287.000 habitants. Altres ciutats importants són Charleroi, Tournai i La Louvière.
Guillem I dels Països Baixos va donar el nom d'Hainaut al Departament de Jemappes, tot i que el territori de la província actual només coincideix molt parcialment amb l'històric comtat d'Hainaut. La ciutat més important d'Hainaut en l'actualitat, Charleroi, formava part del comtat de Namur.

## Municipis d'Hainaut
1. Aiseau-Presles

2. Anderlues

3. Antoing

4. Ath - Aat

5. Beaumont (Hainaut)

6. Beloeil

7. Bernissart

8. Binche

9. Boussu

10. Braine-le-Comte - 's-Gravenbrakel

11. Brugelette

12. Brunehaut

13. Celles

14. Chapelle-lez-Herlaimont

15. Charleroi

16. Châtelet

17. Chièvres

18. Chimay

19. Colfontaine

Mapa dels municipis de Hainaut

20. Comines-Warneton - Komen-Waasten

21. Courcelles

22. Dour

23. Écaussinnes

24. Ellezelles

25. Enghien - Edingen

26. Erquelinnes

27. Estaimpuis - Steenput

28. Estinnes

29. Farciennes

30. Fleurus

31. Flobecq - Vloesberg

32. Fontaine-l'Évêque

33. Frameries

34. Frasnes-lez-Anvaing

35. Froidchapelle

36. Gerpinnes

37. Ham-sur-Heure-Nalinnes

38. Hensies

39. Honnelles

40. Jurbise - Jurbeke

41. La Louvière

42. Le Rœulx

43. Lens

44. Les Bons Villers

45. Lessines - Lessen

46. Leuze-en-Hainaut

47. Lobbes

48. Manage

49. Merbes-le-Château

50. Momignies

51. Mons - Bergen

52. Mont-de-l'Enclus

53. Montigny-le-Tilleul

54. Morlanwelz

55. Mouscron - Moeskroen

56. Pecq

57. Péruwelz

58. Pont-à-Celles

59. Quaregnon

60. Quévy

61. Quiévrain

62. Rumes

63. Saint-Ghislain

64. Seneffe

65. Silly - Opzullik

66. Sivry-Rance

67. Soignies - Zinnik

68. Thuin